# Harlanethis
Genre
Harlanethis est un genre d'araignées aranéomorphes de la famille des Tetragnathidae.

## Distribution
Les espèces de ce genre sont endémiques du Queensland en Australie.

## Liste des espèces
Selon World Spider Catalog (version 21.0, 18/03/2020) :
- Harlanethis lipscombae Álvarez-Padilla, Kallal & Hormiga, 2020
- Harlanethis weintrauborum Álvarez-Padilla, Kallal & Hormiga, 2020

## Étymologie
Ce genre est nommé en l'honneur de Wilbur B. Harlan.

## Publication originale
- Álvarez-Padilla, Kallal & Hormiga, 2020 : Taxonomy and phylogenetics of Nanometinae and other Australasian orb-weaving spiders (Araneae: Tetragnathidae). Bulletin of the American Museum of Natural History, no 438, p. 1-107.